# San Gregorio d'Ippona
San Gregorio d'Ippona är en ort och kommun i provinsen Vibo Valentia i regionen Kalabrien i Italien. Kommunen hade 2 624 invånare (2017).